# Đội tuyển Fed Cup Nam Phi
Đội tuyển Fed Cup Nam Phi đại diện Nam Phi ở giải đấu quần vợt Fed Cup và được quản lý bởi Hiệp hội Quần vợt Nam Phi.  Đội hiện tại thi đấu ở Nhóm II khu vực Âu/Phi.

## Lịch sử
Nam Phi tham dự kì Fed Cup đầu tiên vào năm 1963.  Họ giành chức vô địch năm 1972.

## Đội hình hiện tại (2017)
- Chanel Simmonds
- Ilze Hattingh
- Madrie Le Roux
- Makayla Loubser